# Viajes extraordinarios

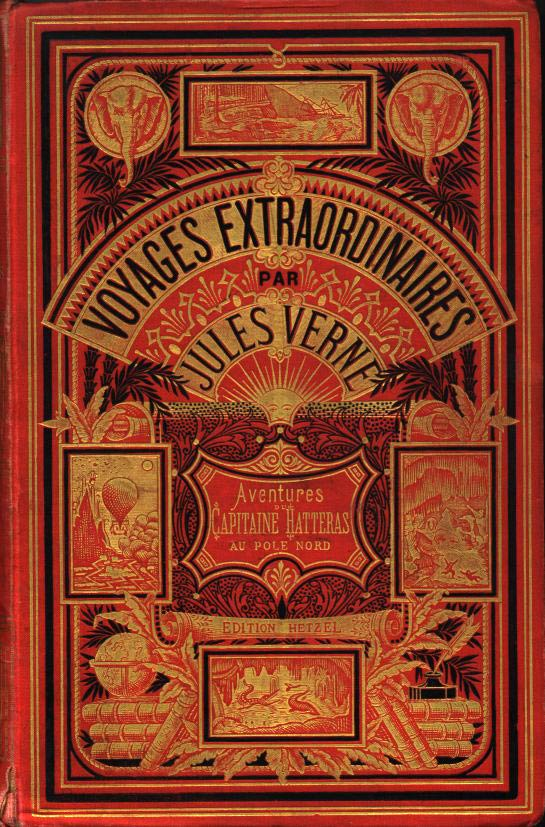
Edición ilustrada de Hetzel de los Viajes extraordinarios.

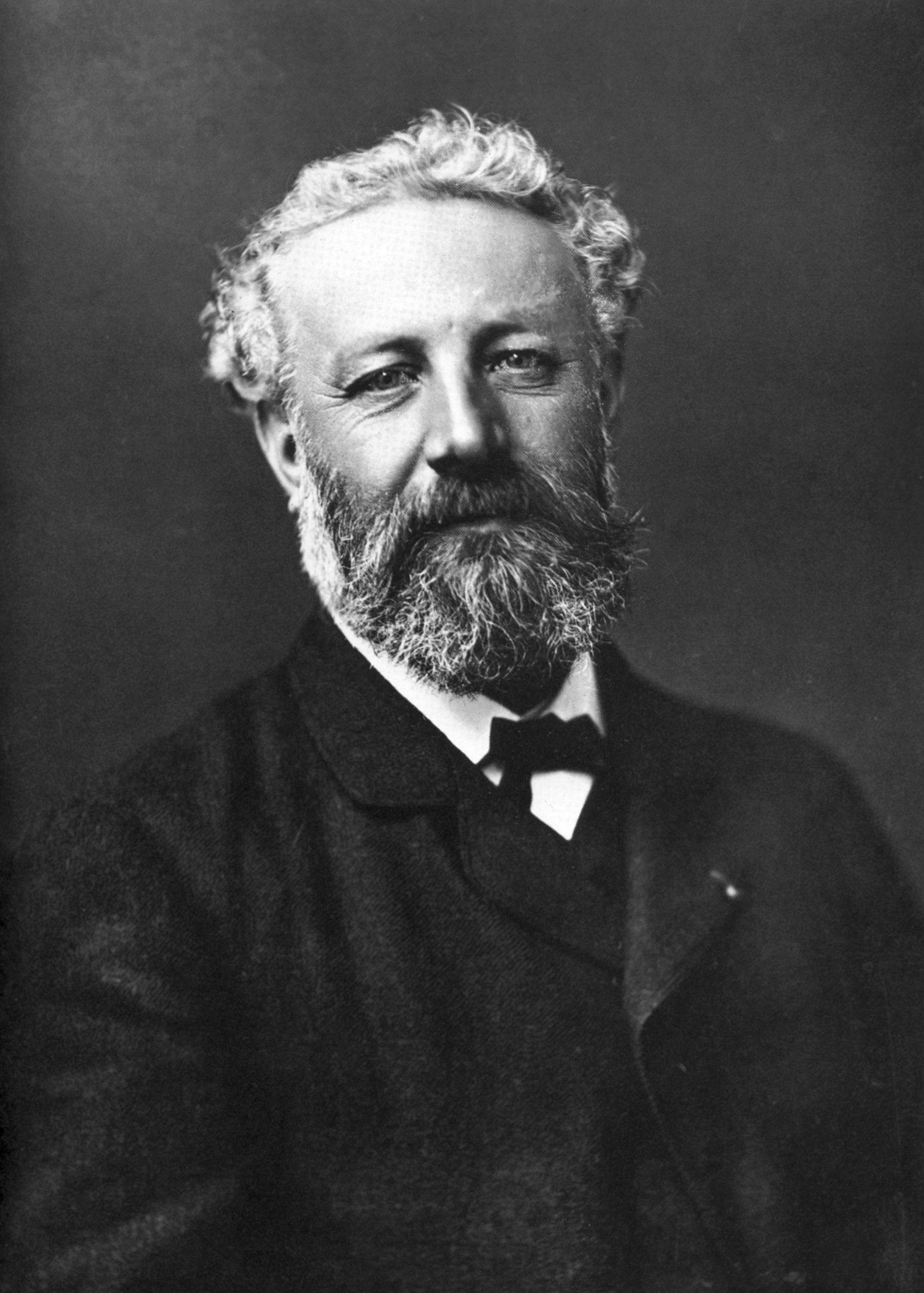
Julio Verne.

Los Viajes extraordinarios es el nombre con el que se conoce a la colección de novelas de aventuras y exploración escrita por el autor francés Julio Verne (1828-1905) y publicada originalmente por el editor Pierre-Jules Hetzel. La serie se inició con Cinco semanas en globo (1863) y se prolongó hasta La impresionante aventura de la misión Barsac (1918), obra póstuma completada por André Laurie.
El proyecto editorial de Hetzel y Verne buscaba, según palabras del propio editor, «resumir todos los conocimientos geográficos, geológicos, físicos, astronómicos y de historia natural acumulados por la ciencia moderna, y rehacer, bajo la forma de una narrativa divertida y pintoresca, la historia del universo». A través de relatos ambientados en lugares remotos, ficticios o futuristas, la colección combinaba divulgación científica con trama novelesca, ofreciendo al lector un recorrido por expediciones imaginarias que abarcaban desde el centro de la Tierra hasta las profundidades oceánicas o la superficie lunar.
En total, la serie comprende más de sesenta títulos, entre los que se incluyen clásicos como Veinte mil leguas de viaje submarino (1870), La vuelta al mundo en ochenta días (1873) y De la Tierra a la Luna (1865). La mayor parte de estas obras fueron ilustradas por artistas como Édouard Riou, Alphonse de Neuville y Léon Benett, lo que contribuyó a su popularidad en el siglo XIX.

## Definición
Los Viajes extraordinarios son definidos por Michel Serres como:

Un viaje ordinario en el espacio (terrestre, aéreo, marítimo, cósmico) o en el tiempo (pasado, presente, porvenir: Ayer y mañana), un recorrido de tal punto dado a tal otro deseado; [...] en segundo lugar, es un viaje enciclopédico: la odisea es circular, recorre el ciclo de la sabiduría; [...] por último, es un viaje iniciático en el mismo sentido que el periplo de Ulises, el éxodo del pueblo hebreo o el itinerario de Dante.

## Alcance
De las obras incluidas en la colección, un total de 54 fueron publicadas en tiempo de vida del escritor galo. El resto fue publicada tras su muerte. La colección incluye dos colecciones de cuentos, El doctor Ox y Ayer y mañana.
Recientemente se ha descubierto que muchas de las obras publicadas luego de la muerte del autor, fueron modificadas por su hijo Michel Verne a partir de los originales escritos por el padre, llegando a escribir al menos una novela en su totalidad: La agencia Thompson y Cía.

## Objetivo
Escribe Hetzel, al momento de concebir el título de la colección:

Viajes extraordinarios por los mundos conocidos y desconocidos. Su finalidad es (...) resumir todos los conocimientos geográficos, geológicos, físicos y astronómicos acumulados por la ciencia moderna y rehacer, bajo la atractiva forma que le es propia, la historia del Universo.
Pierre-Jules Hetzel, nota introductora del primer tomo de Las aventuras del capitán Hatteras.

El proyecto de los Viajes extraordinarios era el de formar el espíritu científico tanto en el lector, como en el protagonista juvenil. En este sentido, muchas de las novelas que forman los Viajes Extraordinarios entran dentro de la categoría de novelas iniciáticas. En ellas un determinado personaje, o personajes, incluido el propio lector, se inicia en los secretos «se desliza en la aventura que el saber autoriza, y si penetra en el espacio preparado por el cálculo, es como una especie de juego, para ver». es una de las mentes humanas que más ha indagado en el hermoso camino de la conciencia y explorado la infinidad del pensamiento creativo.

## Periodos
Los Viajes extraordinarios suelen dividirse en tres periodos o etapas: una primera se comprendería entre los años 1862 y 1880, la segunda etapa abarcaría desde 1880 hasta 1905, el año en que fallece Jules Verne, y una tercera etapa será la etapa póstuma, en que las obras de Verne fueron alteradas por Michel Verne (y no fue hasta fechas recientes que los escritos originales se han publicado).
Estas etapas corresponderían aproximadamente desde Cinco semanas en globo hasta Los quinientos millones de la Begún, desde esta última hasta La invasión del mar y de esta última hasta "La impresionante aventura de la misión Barsac".
La primera etapa la podríamos caracterizar por las tendencias socialistas románticas de Verne. Sus personajes son auténticos exploradores y descubridores. Los científicos e ingenieros son hombres bonachones y carismáticos, solidarios. Las máquinas que aparecen en esta primera parte, no amenazan al hombre ni a la naturaleza. Son máquinas semejantes a las que diseñaba Leonardo da Vinci, inocentes, que muchas veces forman parte del paisaje confundiéndose en él. Las máquinas emulan a la Naturaleza y la perfeccionan. No producen plusvalía, no penetran en la dinámica capitalista. Son artefactos que facilitan al hombre sus actividades, haciéndole más cómoda su existencia. En definitiva, es una primera parte caracterizada por ser un canto al progreso y al futuro de felicidad del hombre.
La segunda etapa presenta unos rasgos más pesimistas. En ella se refleja la formación de los imperialismos, la carrera por las colonias, la fusión del capital industrial con el financiero y la consiguiente formación de los grandes monopolios. El científico, por su parte, se introduce dentro de la producción industrial convirtiéndose en su propio empresario, lo cual redundará en un mayor impulso de la ciencia y la técnica. La ciencia se aplica a la guerra. Aparece el sentimiento de responsabilidad social del científico. Todo este pesimismo que Verne siente por la realidad de ese progreso del que tanto esperaba, le llevará a adoptar una postura individualista y libertaria.
La tercera etapa sigue esta tendencia ideológica, quizá aumentada por la influencia de Michel Verne.

## Temática
Los viajes extraordinarios fueron planteados por Hetzel como la aplicación práctica de ciencia y una herramienta fundamental en la enseñanza de la educación francesa. Obligó a Verne a escribir siempre en este entorno científico (De la Tierra a la Luna) por lo que se vio muy limitado, sin embargo, los Viajes extraordinarios, en primer lugar son geográficos (Los hijos del capitán Grant, Los piratas del Halifax) y exploran cada rincón del planeta, sobre todo los más escondidos como los polos (La esfinge de los hielos), o el fondo del mar (Veinte mil leguas de viaje submarino), o el espacio (Héctor Servadac), por lo que la mayoría de las novelas no son precisamente científicas sino más bien exploradores donde el autor pone a sus personajes en mundos indómitos y desconocidos, (Miguel Strogoff, La isla misteriosa). Otro pequeño grupo de novelas parecen tener un estilo más puntual, como lo gótico (El castillo de los Cárpatos), lo fantástico (El secreto de Wilhelm Storitz), lo social (Los náufragos del Jonathan), la parodia (Escuela de Robinsones) o lo romántico (El rayo verde).

## Clasificación
Los viajes extraordinarios pueden ser clasificados de diferentes formas, desde temáticamente (geográficos, científicos, aventureros) hasta geográficamente (Australia, África, Europa, Mundial).
En su material promocional, Hetzel clasificaba los viajes extraordinarios en once categorías, principalmente siguiendo criterios geográficos:
- Historias de Robinsones: Escuela de Robinsones, Dos años de vacaciones, Segunda patria, Los náufragos del Jonathan
- Europa: Viaje al centro de la Tierra, Las Indias negras, El rayo verde, El archipiélago en llamas, Un billete de lotería, El camino de Francia, El castillo de los Cárpatos, Aventuras de un niño irlandés, Un drama en Livonia, El piloto del Danubio, El secreto de Wilhelm Storitz
- África: Cinco semanas en globo, Aventuras de tres rusos y tres ingleses en el África austral, Un capitán de quince años, La estrella del Sur, Los viajes de Clovis Dardentor, El pueblo aéreo, La invasión del mar, La agencia Thompson y Cía., La impresionante aventura de la misión Barsac
- Las regiones polares: Las aventuras del capitán Hatteras, El país de las pieles, La esfinge de los hielos
- Viajes por todo el mundo: Los hijos del capitán Grant, Veinte mil leguas de viaje submarino, La vuelta al mundo en 80 días, Robur el conquistador, Maravillosas aventuras de Antifer
- Las Américas: Los quinientos millones de la Begún, La jangada, Norte contra Sur, Familia sin nombre, César Cascabel, Ante la bandera, El soberbio Orinoco, El testamento de un excéntrico, Los piratas del Halifax, Dueño del mundo, El volcán de oro
- Asia: Miguel Strogoff, Las tribulaciones de un chino en China, La casa de vapor, Claudio Bombarnac
- Los mares y océanos: Una ciudad flotante, La isla misteriosa, El "Chancellor", Kerabán el testarudo, Matías Sandorf, Las historias de Jean-Marie Cabidulin, El faro del fin del mundo
- El espacio celeste: De la Tierra a la Luna, Viaje Alrededor de la Luna, Héctor Servadac, El secreto de Maston, La caza del meteoro
- Oceanía y Australia: Mistress Branican, La isla de hélice, Los hermanos Kip
- Colecciones de relatos: El doctor Ox, Ayer y mañana

Otra clasificación es por tipo de viaje y puede ser:
1) Los viajes como razón principal de la novela. Cuando la historia y trama de esta gira en torno al traslado de los protagonistas de un lugar a otro, ya sea por:
- Motivos científicos: De la tierra a la luna, Cinco semanas en globo, Las aventuras del capitán Hatteras, Aventuras de tres rusos y tres ingleses en el África austral, Veinte mil leguas de viaje submarino, El soberbio Orinoco.
- Motivos políticos o guerra: Miguel Strogoff, Kerabán el testarudo, Los forzadores de bloqueos.
- Motivos personales: La vuelta al mundo en 80 días, Los hijos del capitán Grant, Clovis Dardentor, Una invernada en los hielos, El testamento de un excéntrico, La esfinge de los hielos, La jangada, El soberbio Orinoco, Claudio Bombarnac.

2) Viajes «largos» donde, por diversas causas, los protagonistas son llevados a un lugar diferente a donde habitan a fin de tener una historia «fantástica» y se ven imposibilitados a regresar a su lugar de origen; igualmente los motivos pueden variar:
- Motivos naturales: Héctor Servadac, Dos años de vacaciones.
- Motivos políticos: La isla misteriosa, El archipiélago en llamas.
- Motivos personales: El volcán de oro, Escuela de Robinsones.
- Sustraídos o secuestrados por diversas causas casi siempre científicas: Ante la bandera, Dueño del mundo, Robur el conquistador.

3) Viajes «cortos» utilizados solo como material narrativo dentro de la trama principal de la novela: El secreto de Wilhelm Storitz, Las Indias negras, Norte contra Sur.
4) Historias en las que no existe viaje o es intrascendente: Los quinientos millones de la Begún, etc.
Estos son solo algunos ejemplos, y hay casos en los que sería difícil encontrar una categoría.

## Cronologías de publicación
- Viajes extraordinarios publicados como los escribió Jules Verne
- Novelas modificadas por Michel Verne y publicadas en la serie